# Младежки дом (Враца)
Младежкият дом във Враца е открит през есента на 1968 година.
През годините Младежкият дом се оформя като младежко пространство, предназначено за развитие и изява на творческите способности на младите хора, за разпространение на култура и смислен духовен живот. Създават се условия за занимания по интереси, отдих и младежки контакти.
Днес Младежкият дом е инициатор на уникални и иновационни за практиката дейности, с които е известен както в страната, така и в редица страни от Европа и света.
В Младежкия дом се организират и провеждат Международен младежки театрален фестивал „Време“; Национален рецитал-конкурс за изпълнение на Ботева поезия и проза от любители, Национална среща на детски и младежки парламенти (провеждат се в рамките на Ботевите дни, организирани от Община Враца); Регионален младежки фолклорен събор „Пръски от извора“; „Rockalution“ – брейк данс турнири с международно участие; Национален турнир по спортни танци; Турнир „Изгряващи звезди“ за детски танцови двойки по спортни танци; Годишни награди за аматьорско изкуство „Опит за летене“.
Дейността е съобразена с интересите, индивидуалните качества, творчески способности и потребности на младите хора репетиции и концерти; срещи с изявени творци; кафе театри; музикални представяния на различни стилове в музиката гостувания на поп, рок и хип-хоп изпълнители; дейности, популяризиращи националните традиции и морал, толерантност и демократични разбирания.
Своя творчески потенциал младежи от града развиват в 15 клубни, творчески и спортни формации:
- Театрална група „ТЕМП“
- Клуб по спортни танци „Харизма“
- Дамски хор „Враца“
- Клуб по китайски бойни изкуства
- Брейк данс „Monstribe“
- Модерен балет „Sky“
- Камерна формация за поп и джаз пеене „Симпатия“
- Детска вокална група „Сладуранчета-врачанчета“
- Група за изворен фолклор „Веселинче“
- Модерен балет „VIVA“
- Мажоретен състав
- Клуб по журналистика
- ВИГ „Бодил“
- Циркова студия